# Найджел Девіс
Найджел Р. Девіс (нар. 31 липня 1960, Саутпорт) – англійський шахіст, тренер і автор книг з шахової тематики, представник Уельсу (1989-1990) та Ізраїлю (1991-1993), гросмейстер від 1993 року.

## Шахова кар'єра
Першого значного успіху досягнув 1979 року, виборовши титул чемпіона Великої Британії серед юніорів до 21 року. У 1981 і 1983 роках представляв Англію на командному чемпіонаті світу серед студентів, де 1981 року здобув дві медалі (золоту в особистому заліку і срібну - в командному). 1988 року виборов золоту медаль чемпіонату Великої Британії зі швидких шахів. У 1989 році в складі команди Уельсу взяв участь у командному чемпіонаті Європи. 2008 року виборов у Ліверпулі бронзову медаль чемпіонату Великої Британії.
Досягнув низки успіхів на міжнародних турнірах, зокрема:
- посів 1-ше місце в Рамсґейті (1982),
- посів 1-ше місце в Лісабоні (1985),
- посів 2-ге місце в Лісабоні (1986, позаду Володимира Багірова),
- поділив 1-ше місце в Гастінгсі (1986/87, турнір Challengers),
- посів 1-ше місце у Лінаресі (1987),
- поділив 1-ше місце в Еспергерде (1987, разом з Карстеном Хоєм i Ларсом Бо Гансеном),
- поділив 2-ге місце в Будапешті (1987, турнір Noviki-B, позаду Бахара Куатлі, разом з Херардо Барберо i Палом Петраном),
- поділив 1-ше місце в Осло (1988, разом з Джонатаном Тісдаллом i Ларсом Карлссоном),
- посів 2-ге місце в Грестеді (1990, позаду Євгена Васюкова),
- поділив 2-ге місце в Тель-Авіві (1991, позаду Лева Псахіса, разом з Алоном Грінфельдом, Іллєю Сміріним i Леонідом Гофштейном),
- поділив 1-ше місце в Будапешті (1993, турнір First Saturday FS05 GM, разом з Валерієм Логіновим),
- посів 2-ге місце в Будапешті (1993, турнір First Saturday FS07 GM, позаду Оліександра Оніщука),
- поділив 2-ге місце в Геусдалі (1993, позаду Віктора Варавіна, разом із, зокрема, Нухимом Рашковським, Павелом Блатним, Берге Естентадом i Айварсом Гіпслісом),
- поділив 2-ге місце в Рішон-ле-Ціоні (1993, позаду Йони Косашвілі, разом з Яковом Зільберманом i Валерієм Беймом),
- посів 1-ше місце в Рексемі (1994),
- посів 1-ше місце в Катрінегольмі (1995),
- поділив 2-ге місце в Стокгольмі (1995, позаду Олександра Черніна, разом з Томом Ведбергом),
- посів 2-ге місце в Рексемі (1996, позаду Кріса Барда),
- поділив 1-ше місце в Геусдалі (1997, разом з Ейнаром Геуселом),
- поділив 2-ге місце у Тронгеймі (1997, позаду Михайла Іванова, разом з Б'ярке Крістенсеном та Ігорсом Раусісом),
- поділив 1-ше місце в Сен-Венсані (1998),
- поділив 1-ше місце в Блекпулі (2003, разом з Абгіджітом Кунте i Джоном Шоу).

Найвищий рейтинг Ело в кар'єрі мав станом на 1 січня 1995 року, досягнувши 2530 очок ділив тоді 13-14-те місце серед англійських шахістів.
Як тренер виховав, зокрема, Метью Садлера і Ронена Хар-Цві. Є постійним співробітником компанії ChessBase, автор декількох десятків шахових книг і видань, мультимедійних (відео та DVD), передусім присвячених теорії дебютів.

## Вибрані публікації
- The chess player's battle manual (1998)
- The power chess program (1998)
- Alekhine's defence (2001)
- Taming the Sicilian (2002)
- The Grünfeld defence (2002)
- The Veresov (2003)
- The Dynamic Reti' (2004)
- The Trompowsky (2005)
- Play 1 e4 e5! (2005)
- Gambiteer (2007)
- Starting out: The Modern (2008)
- King’s Indian Attack (2008)

## Зміни рейтингу
| На цьому місці має відображатися графік чи діаграма, однак з технічних причин його відображення наразі вимкнено. Будь ласка, не видаляйте код, який викликає це повідомлення. Розробники вже працюють для того, щоби відновити штатне функціонування цього графіка або діаграми. | |
| | На цьому місці має відображатися графік чи діаграма, однак з технічних причин його відображення наразі вимкнено. Будь ласка, не видаляйте код, який викликає це повідомлення. Розробники вже працюють для того, щоби відновити штатне функціонування цього графіка або діаграми. |